# Comic Relief
Comic Relief és una organització benèfica britànica que recull diners amb l'objectiu de destinar-los a persones (especialment nens) necessitades. Va ser creada per Richard Curtis (nascut el 8 de novembre de 1956), un guionista de cinema i televisió de Wellington, Nova Zelanda. Amb l'ajuda del comediant Lenny Henry (29 d'agost de 1958) van crear la fundació amb la idea principal de combatre la fam a Etiòpia. Així doncs la van inaugurar en un programa anomenat "The Late, Late Breakfast Show" presentat per Noel Edmon, en directe des d'un camp de refugiats del Sudan el dia de Nadal de l'any 1985. Tot i això, caldria mencionar que la idea principal de fundar aquesta ONG va provenir de la directora de l'organització no governamental britànica anomenada "Charity Projects", Jane Tewson (nascuda el 9 de gener de 1958).

## Red Nose Day
Tres anys després, l'any 1988, l'actor creador Lenny Henry va viatjar a Etiòpia, on es va celebrar el primer Dia dels Nassos Vermells (més conegut en anglès com a "Red Nose Day").

Dia dels Nassos Vermells (conegut en anglès com a Red Nose Day)

El Dia dels Nassos Vermells és un esdeveniment de caritat que se celebra cada any des de llavors, el qual recapta diners per a repartir entre la gent que els necessita, sigui en el mateix país Britànic o a l'Àfrica. Aquesta gran celebració, que va ser creada per l'organització Comic Relief, és anunciada per la cadena televisiva BBC i finançada per la cadena de supermercats Sainsbury's. Cal dir que des del seu començament, basant-se en el seu eslògan "fes alguna cosa divertida per diners" ("Do something fun for money" en anglès), han recollit grans quantitats de diners gràcies a aquest gran dia. Tant la població com moltes figures famoses, com ara Marc Anthony i la seva esposa, Justin Timberlake, Julia Roberts o One Direction, han col·laborat en la causa. Posant com a exemple l'any 2009, es van recollir un total d'11.000.000 lliures britàniques venent mercaderia personalitzada de la festa. 7 milions de nassos vermells (molt representatius), samarretes dels Beatles fetes per la dissenyadora Stella McCartney, a partir de cançons pujades a l'ITunes especialment per a l'ocasió, amb SMS's o senzillament amb les donacions de la gent es va recaptar aquesta suma tan important de diners. I tot amb el mateix objectiu: donar a qui ho necessita basant-se en els somriures.  Arxivat 2016-10-05 a Wayback Machine.

## Programa Televisiu
El programa televisiu de l'associació està introduït dins de la cadena BBC, que va ser la primera empresa de televisió i ràdio del Regne Unit, i és presentat al voltant de les deu de la nit, entremig de notícies, xous en viu i alguns programes de la premsa. En el programa hi participen celebritats de manera gratuïta, ja sigui treballant amb l'equip que ho fa funcionar tot o en directe fent espectacles. Els números que són emesos per la cadena solen incloure paròdies, espectacles populars, pel·lícules en vídeo, esdeveniments o alguns programes d'humor alternatius. Smith i Jones o Rowan Atkinson són alguns dels personatges que protagonitzen els programes que es presenten en el canal de televisió.

### Presentadors
A continuació apareix una llista de tots els presentadors que han passat pel plató del programa d'ençà que va començar a produir-se:
- Ant & Dec (2001 - 2003)
- Adam Buxton (2003)
- Joe Cornish (2003)
- Bob Mortimer (2003)
- Vic Reeves (2003)
- Lenny Henry (2003 - 2007, 2011 - fins ara)
- Graham Norton (2003 - 2011)
- Jonathan Ross (2001 - 2013)
- Davina McCall (2005 - fins ara)
- Chris Evans (2005 - 2007)
- Dermot O'Leary (2005, 2011 - 2013)
- Jeremy Clarkson (2007)
- Nick Frost (2007)
- Richard Hammond (2007)
- James May (2007)
- Paul O'Grany (2007)
- Simon Pegg (2007)
- Kate Thornton (2007)
- Russell Brand (2007, 2013)
- Fearne Cotton (2007 - 2012, 2015 - fins ara)
- Fern Britton (2009)
- James Corden (2009)
- Noel Fielding (2009)
- Reggie Yates (2009)
- Mathew Home (2009)
- David Tennant (2009, 2013)
- Alan Carr (2009 - 2013)
- Tess Daly (2009, 2015 - fins ara)
- Claudia Winkleman (2009 - fins ara)
- Kevin Bridges (2011)
- Jimmy Carr (2011)
- Michael McIntyre (2011 - 2013)
- Jack Whitehall (2011 - 2013)
- Rob Brydon (2013)
- John Bishop (2013 - fins ara)
- David Walliams (2013 - fins ara)
- Sarah Millican (2015 - fins ara)
- Greg James (2015 - fins ara)

## Guanys
Tal com indiquen a la seva pàgina web, tots els diners que guanyen els destinen a gent que els necessita. Els proporcionen seguretat, salut, educació i el dret a ser qui són que la societat o les situacions no els han permès tenir. El seu mètode és unir-se, treballar amb companyonia per aconseguir solucionar problemes que afecten el nostre món. I d'aquesta manera connecten el Regne Unit amb la resta del món, s'uneixen amb altres països, associacions i fins i tot governs per ajudar a fer un món millor. I és per això que, tot i que destinen una part de les garanties al mateix país (que vindria a ser entre el 40 i el 50%) també ajuden a la resta del món: la resta dels guanys són repartits Internacionalment.
Parlant de quantitats, des dels seus inicis Comic Relief ha tingut guanys considerables que han anat augmentant amb el pas dels anys. Han tingut beneficis molt alts que es poden trobar més concretament a la web de l'organització. Per fernos-en una idea, al juliol de l'any 2010 les contes de l'associació van registrar un total de 326568 xous que havien donat guanys consistents en 59 milions aproximadament.
També al celebrar els 30 anys d'història, el dia 15 de març de l'any 2015 després del Dia dels Nassos Vermells, van anunciar que entre el suport del dia i de tota la resta d'activitats que s'havien celebrat durant els anys anteriors havien recopilat al voltant de mil milions de lliures britàniques (més concretament: £1,047,083,706).  Arxivat 2016-10-05 a Wayback Machine.

## Esdeveniments
Des dels seus inicis aquesta organització no governamental ha organitzat una sèrie d'esdeveniments que han ajudat a col·laborar en la causa. Gràcies a totes aquestes celebracions (la gran majoria celebrades el mateix Dia dels Nassos Vermells) ha sigut possible una gran recaptació de diners que han sigut, i continuaran essent, destinats a persones que els necessiten, ja sigui dins o fora del Regne Unit.

### Èxits Benèfics
A continuació hi ha una llista amb un resum dels diferents actes que s'han anat fent al llarg de tots aquests anys que l'organització porta en marxa, concretant més, tot seguidament es troben els actes més destacats de cada any d'ençà que es va formar Comic Relief:
1885: Aquest va ser l'any on tot va iniciar, Richard Curtis a partir de la idea de Jane Tewson va emprendre un projecte a partir del qual tenien previst fer el món una mica més just.
1886: Cliff Richard va realitzar una cançó amb el seu grup "The young ones" anomenada Livin'. Se'n van vendre més de mig milió de còpies.
1887: Va sortir una nova cançó (aquest cop de Nadal) anomenada "Rockin' Around the Christmas Tree" de Mel Smith i Kim Wilde.
1888: Va ser celebrat el primer Dia dels Nassos Vermells. Es van recollir un total de 15 milions de lliures britàniques.
1889: Es va celebrar per segon cop el Dia dels Nassos Vermells. Aquesta vegada la xifra total de beneficis va ser més elevada, consistent en 27 milions de lliures.
1990: El príncep Edward d'Anglaterra va tenir la iniciativa de crear una campanya anomenada "Feet First" (els peus primer) per als sensesostre. Gràcies a la qual van ser proporcionades a tota aquella gent que ho necessitava tarifes de transport.
1991: Va ser la tercera celebració del Dia dels Nassos Vermells. Aquell any en particular el dia va ser dirigit per l'eslògan "The stonk", que feia referència a la cançó amb el mateix nom cantada per Hale i Pace en honor del gran dia.
1992: Es va fer un xou televisiu dedicat als nens petits. En aquest se'ls animava a preparar una cançó per al Dia dels Nassos Vermells.
1993: Es va preparar una campanya que defensava l'orgull contra els prejudicis. Es va emetre per la televisió un programa de 30 minuts en el qual es defensava aquesta idea i els drets de tothom.
1994: Continuant amb la seva lluita pels drets de les persones amb discapacitats es va crear un nou projecte anomenat "Altogheter Better" (millor en conjunt). Es tractava d'una pel·lícula de Griff Rhys Jones i Sarah Plunkett.
1995: Aquell any, per primer cop, el Dia dels Nassos Vermells es va transmetre per la pantalla gran. Es va crear un programa anomenat "What a difference a day makes" (quina diferència pot resultar un dia), i realment sí que va suposar una diferència, ja que es van guanyar un total de 22 milions de lliures.
1996: Per al desè aniversari de l'organització, la cadena patrocinadora BBC els va proporcionar un programa exclusiu només per a ells. Aquest va tenir èxit, ja que va ser visualitzat per a 2.8 milions de persones.
1997: Es va celebrar el setè Dia dels Nassos Vermells. Aquest va ser enfocat en la idea de canviar el món a partir de petites coses. Es van guanyar més de £27 milions, demostrant així que, deixant de banda si és més gran o més petita, tota contribució ajuda a la causa.
1998: Es va emprendre una campanya per a ajudar els pares de nens malalts a comunicar-los la notícia del fet que tenien un problema i a tractar amb ells i amb les seves malalties.
1999: La cadena de supermercats Sainsbury's es va convertir en un dels patrocinadors de Comic Relief. Aquests s'ocupaven, entre altres coses, de vendre els nassos vermells. Aquell primer any se'n van vendre uns 25 mil, aconseguint així ajudar a moltes persones que ho necessitaven.
2000: L'escriptora de Harry Potter, J.K. Rowling, va oferir dos dels seus llibres a Comic Relief, així doncs gràcies a aquesta donació l'organització va recaptar 18 milions de lliures britàniques.
2001: Aquell any el Dia dels Nassos Vermells va permetre recollir una suma bastant elevada de diners: Es van guanyar £61 milions, dels quals 5.8 eren a partir de nassos.
2002: Es va organitzar el primer "Sport Relief" (una mena de dia de l'esport), una celebració on els britànics podien demostrar les seves qualitats esportives. Es van aconseguir més de 14 milions de lliures per a l'Àfrica.
2003: Un nas personalitzat, que com a diferència tenia cabells, va provocar una reacció sorprenentment positiva entre la població: va tenir molt èxit. A partir d'aquest es van guanyar ni més ni menys que £61.6 milions.
2004: Es va tornar a preparar un dia dels esports ("Sport Relief"), però aquest cop es va fer una milla solidària que tothom havia de fer amb mitjons vermells. Es van vendre més de 162.000 mitjons i es van recollir un total de 16.8 milions de lliures.
2005: Aquell any es van fer molts actes importants, entre aquests destaquen un total de deu concerts repartits arreu del món a càrrec de "Live8". Uns 3.8 bilions de persones van anar-hi oferint així la seva col·laboració per a ajudar els països més pobres del món.
2006: Va ser organitzada una versió de la gala "Little Britain" (petit britànic), la qual es va dur a terme gràcies a Comic Relief el mateix Dia dels Nassos Vermells. Entre els participants es trobaven Kate Moss, Russell Brand i Peter Kay.
2007: Es coneix com un dels anys més importants, ja que el Dia dels Nassos Vermells va ser molt important: molta gent hi va participar i es van recollir uns £67 milions. Aquell any, a més, Comic Relief també va participar en diferents projectes diferents, entre els quals destaca una col·laboració amb el programa "American Idol".
2008: Comic Relief es va posar en contacte amb la UN, a Nova York, per aconseguir que tots els infants poguessin rebre una educació.
2009: Aquell any més que mai es va basar en la frase "Do something fun for money" (en català: fes alguna cosa divertida per diners) i quantitats immenses de gent van participar en el projecte. Es va guanyar una xifra enorme, consistent en 82 milions de lliures britàniques.
2010: British Airways (una companyia de vol) van escollir Comic Relief com als seus socis globals de caritat. Van ser la primera associació que pretenia treballar i guanyar diners durant tot l'any i no només en dates concretes, com vindria a ser el Dia dels Nassos Vermells.
2011: L'any 2011 la població britànica es va unir per a la causa d'una manera sorprenent, moltíssima gent va participar en la campanya darrere l'eslògan "Fes alguna cosa divertida per diners" i es va aconseguir la major xifra de diners fins llavors: 108.4 milions de lliures.
2012: Per primera vegada a la història Comic Relief es va transmetre de manera Internacional. En 170 països arreu de tot el món va ser vist el canal de la BBC.
2013: Aquell any, entre altres coses, l'associació va participar en una campanya contra la fam mundial. Es van reunir més de 45.000 persones a Hyde Park per a donar suport a la lluita contra la gana.
2014: Comic Relief va posar un projecte en marxa juntament amb "Queen Elizabeth Diamond Jubilee Trust" i "The commonwealth society" (dues ONG's del Regne Unit).
2015: El Dia dels Nassos Vermells de l'any 2015 va ser un dels més especials: per si la xifra guanyada aquella nit, consistent en 78 milions aproximadament, no fos suficient es va donar a conèixer que, després de 30 anys, Comic Relief havia guanyat més d'un bilió de lliures arreu de tot el món, una suma increïble.

## Esdeveniments similars fora del Regne Unit
Inspirats per la gran organització benèfica que s'havia creat al Regne Unit, diversos països arreu del món van decidir de plagiar la idea fundant associacions semblants a Comic Relief als seus estats. Entre ells es troben els Estats Units d'Amèrica (des de l'any 1986), Austràlia (a partir del 1988), Alemanya (que ho va posar en marxa l'any 2003), Rússia (des del 2007), Finlàndia (on també ho van començar l'any 2007), Islàndia (a partir del 2006) i Bèlgica (que ha començat ara fa poc, l'any 2015).